# Ургури
Ургури е тракийска, късно антична и средновековна крепост близо до Българи, общ. Царево, в местността „Градището“. Разположена е на висок хълм със стръмни скатове, спускащи се към река Караагач, има почти правоъгълна форма, а заграденото пространство заема около 11 дка.